# Commission judiciaire de l'Assemblée fédérale
En Suisse, la Commission judiciaire est une commission parlementaire fédérale dévolue à la préparation des élections aux fonctions judiciaires.

## Au niveau fédéral

### Composition
Au niveau fédéral, il n'existe qu'une seule commission judiciaire (CJ), composée de 12 membres du Conseil national et de cinq membres du Conseil des États.

### Thèmes
Thèmes :
- la mise au concours pour les postes de juge au Tribunal fédéral, au Tribunal pénal fédéral, au Tribunal administratif fédéral, au Tribunal fédéral des brevets et au Tribunal militaire de cassation ;
- la mise au concours pour les postes de procureur général de la Confédération de même que de ses suppléants ;
- la proposition de candidats aux postes susmentionnés à l'Assemblée fédérale de même que la proposition de leur révocation ;
- la définition des rapports de travail avec les juges fédéraux et du procureur général de la Confédération et de ses suppléants.